# Сірагов Павло Іванович
Павло Іванович Сірагов (нар. 27 березня 1922 — пом. 2005) — учасник Німецько-радянської війни з червня 1941, Герой Радянського Союзу.

## Життєпис
Народився 27 березня 1922 року в місті Новоград-Волинський Житомирської області. Росіянин.
У 1939 році закінчив середню школу № 2 в Новоград-Волинському. Працював бухгалтером, потім технормувадьником артілі "Газомотор" в місті Тальне Черкаської області. 
У квітні 1941 року призваний до лав Червоної Армії. У боях Німецько-радянської війни з 1941 року. Воював на Західному, Сталінградському, Донському, Воронезькому, Калінінському і 1-му Прибалтійському фронтах.
24 червня 1944 заступник командира батальйону 199 стрілецького полку старший лейтенант П. І. Сірагов з групою бійців форсував р. Західна Двіна в районі с. Лабейки (Бешенковицького району Вітебської області, Білорусь), зайняв плацдарм на лівому березі і вогнем прикривав переправу основних сил. Тричі піднімав бійців у рукопашну атаку.
Після закінчення Німецько-радянської війни продовжував службу в армії. З лютого 1973 року полковник П. І. Сірагов в запасі. Жив у місті Вільнюс (Литва). Працював заступником начальника Вільнюської автошколи ДТСААФ.
Заслужений працівник культури Литовської РСР.

## Нагороди
Звання Героя Радянського Союзу присвоєно 24 березня 1945. Нагороджений орденами Леніна, Червоного Прапора, 2 орденами Вітчизняної війни 1 ст., 2 орденами Червоної Зірки, медалями. Похований у місті Вільнюсі (Литва).